# Heidemarie Brüny
Heidemarie Brüny (* 28. Januar 1944 in Berlin) ist eine deutsche Schauspielerin, Musicaldarstellerin, Kabarettistin und Opernsängerin (Sopran).

## Leben
Sie sang in den 1970er Jahren in Opern- und Operettenproduktionen u. a. des Pfalztheaters Kaiserslautern, des Stadttheaters Pforzheim und des Hessischen Staatstheaters Wiesbaden.
In den 2000er Jahren war sie am Kammertheater Karlsruhe und am Stadttheater Pforzheim in Schauspiel- und Musicalrollen zu sehen.
Dem Fernsehpublikum wurde sie durch ihre Rollen in Familie Heinz Becker (1992), Das Schneckenhaus (2006) und Sieben Tage (2009) bekannt.
Die Folge "Der Kurschatten" (1998) aus Familie Heinz Becker wurde ihr auf den Leib geschneidert. Hier spielt sie eine ehemalige Opernsängerin, die sich ebenfalls in Kur befindet. 

## Bühnenrollen
- 1976–1979:
  - Frau Luna (Pusebach), Stadttheater Pforzheim
  - Sissi (Sophie), Schloß Zwingenberg
  - Der Zigeunerbaron (Mirabella), Pfalztheater Kaiserslautern
  - Lucretia (Lison), Schloß Zwingenberg
  - Gesualdo (Girolama), Pfalztheater Kaiserslautern
  - Aus Deutschland, Hessisches Staatstheater Wiesbaden
  - Die Dreigroschenoper (Frau Peachum), Stadttheater Pforzheim
  - Don Giovanni (Zerlina)
  - Zar und Zimmermann (Marie)
  - Die lustige Witwe (Valencienne)
  - Victoria und ihr Husar (Riquette)
- 2002–2006, Kammertheater Karlsruhe

- Einmal nicht aufgepasst (Katharina)
- Die Buddies (Gracia)
- Der Trauschein (Ella)'
- Lottoglück (Gerda)
- Mond über Buffalo (Charlotte Hay)

- 2005–2007, Stadttheater Pforzheim

- Dreigroschenoper (Mrs. Peachum)
- Der Lebkuchenmann (Alter Teebeutel)
- Non(n)sens (Schwester Oberin)
- Sekretärinnen, Liederabend von Franz Wittenbrink

- 2008: Der Witwenclub (Doris), Kammertheater Karlsruhe
- 2008: Boing Boing (Berthe), Kammertheater Karlsruhe

## Filmografie
- 1992: Familie Heinz Becker: Das Gulasch
- 1992: Familie Heinz Becker: Der Hauptpreis
- 1992: Familie Heinz Becker: Die Urlaubsreise
- 1993: Familie Heinz Becker: Im Supermarkt
- 1994: Familie Heinz Becker: Die Busfahrt nach Lourdes
- 1995: Die Wache: Rote Karte
- 1996: Familie Heinz Becker: Stefan zieht aus
- 1998: Familie Heinz Becker: Der Kurschatten
- 1998: Alarm für Cobra 11 – Die Autobahnpolizei: Im Fadenkreuz
- 2004: Familie Heinz Becker: Oben links die 4
- 2006: Das Schneckenhaus
- 2009: Sieben Tage
- 2012: Tatort: Der Wald steht schwarz und schweiget
- 2013: Tatort: Wer das Schweigen bricht
- 2014: Tatort: Der Eskimo
- 2022: Seeland – Ein Krimi vom Bodensee